# Eothenomys meiguensis
Eothenomys meiguensis — вид ссавців-гризунів родини хом'якових (Cricetidae). Він є ендемічним для південної китайської провінції Сичуань, де він живе на висотах, що перевищує 3000 м н.р.м. Він має голову й тулуб ≈ 100 мм і хвіст ≈ 45 см. Природне середовище існування — хвойники.